# Dom z muru pruskiego 11 rue des Moulins (Charlieu)
Dom z muru pruskiego 11 rue des Moulins – dom wzniesiony w XVI wieku w Charlieu we Francji. Od 1965 roku posiada status monument historique, w kategorii classé MH (zabytek o znaczeniu krajowym).

## Lokalizacja
Dom jest zlokalizowany na terenie miejscowości Charlieu przy 11 rue des Moulins i rue du Merle, w departamencie Loara, w regionie Auvergne-Rhône-Alpes.

## Opis i historia
Dom został wzniesiony w XVI wieku.  

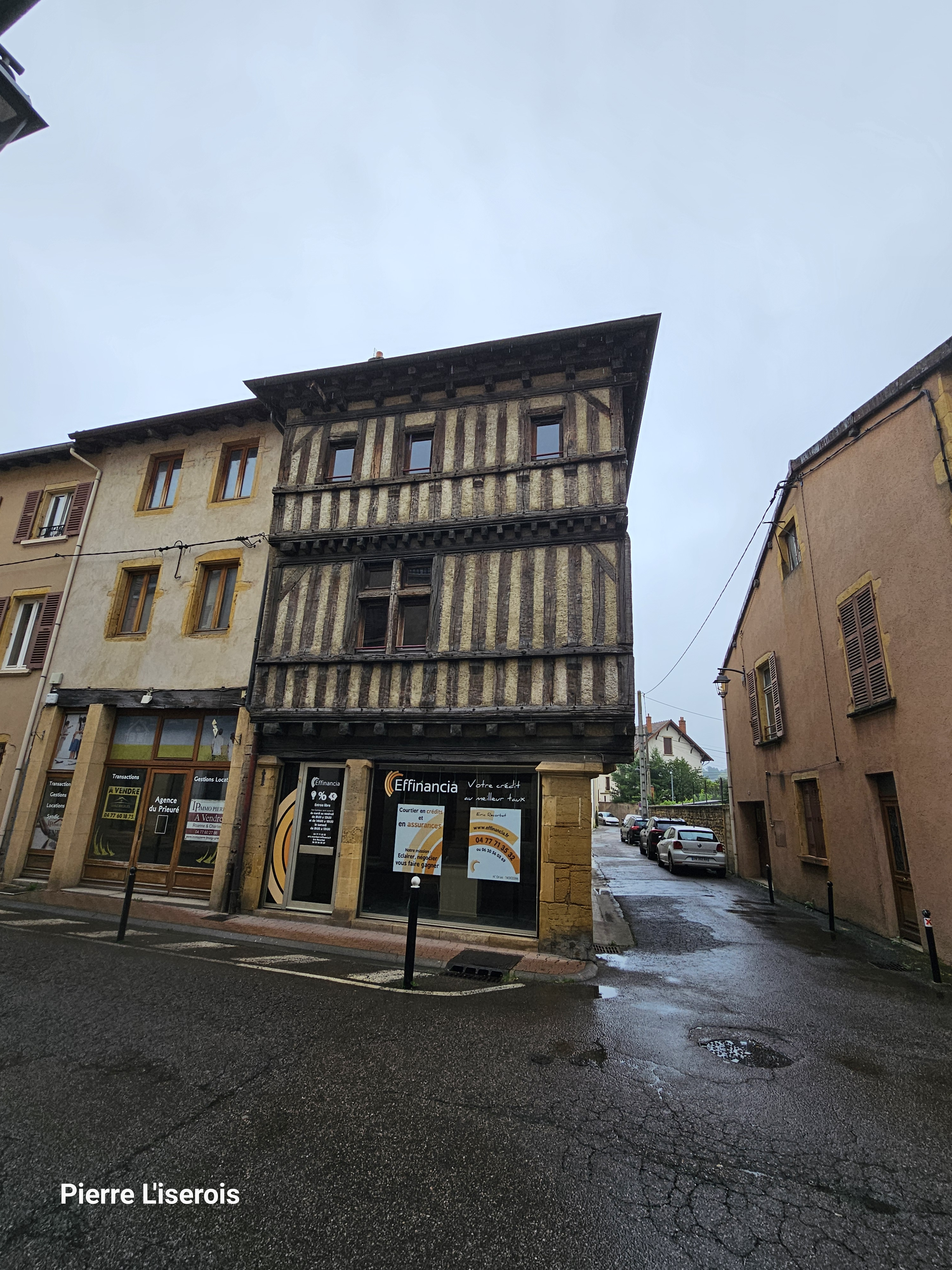
Dom z muru pruskiego 11 rue des Moulins (Charlieu)